# Андрегота Галіндес
Андрегота Галіндес (араг. Andregoto Galíndez; бл. 900 — 972) — графиня Арагону в 922—943 роках. Ім'я перекладається з баскської мови як Пані Готів.

## Життєпис
Походила з династії Галіндес. Донька Галіндо II, графа Арагону, та його другої дружини Санчі Гарсес. Народилася близько 900 року. Після смерті батька 922 року почалася боротьба за владу в Арагоні: свої претензії висунула сама Андрегота, її старша сестра Тода, стриєчний брат Фортун аль-Тавіль, валі Уески, зведений брат Гунтісло.
На підтримку Андреготи виступив її вуйко — Санчо I, король Наварри. Проте зайнявши Арагон, оголосив себе його володарем. Слідом за цим наказав Галіндо, єпископу Памплони, заснувати на території Арагона підпорядковані його єпархії єпископство з резиденцією в монастирі Саса. Таким чином Арагон був поставлений в церковну залежність від Наварри. Такі дії спричинили війну з іншими претендентами. У 923 році Санчо I зазнав поразки. Внаслідок цього 924 року мусив піти на поступки — Тода Галіндес разом з чоловіком Бернатом I, графом Рібагорси, отримала графство Собрарбе, Фортун аль-Тавіль отримав відступні гроші, сам король зрікався прав на Арагон.
Влаштував у 925 році шлюб малолітнього свого сина Гарсії з Андреготою. Невдовзі за цим Санчо I помер. В Наваррі утворилося регентство, а Андрегота розділила владу в Арагонському гарфстві з Гунтісло. У 933 році її чоловіка було оголошено графом Арагону, проте Андрегота зберігала владу, але змушена була рахуватися з регентшею Тодою Аснарес (з молодшої гілки династії Галіндес). Близько 935 року чоловік Андреготи перебрав владу в Наваррі і Арагоні на себе.
943 року Гарсія I вирішив розлучитися з Андреготою, оскільки бажав через шлюб розширити володіння. Невдовзі з огляду на те, що подружжя були стриєчними братом і сестрою, церква дала згоду на розірвання шлюбу. Але Гарсія I не повернув Арагон Андреготі, прийнявши титул короля Нахери і Арагону. Втім Андрегота Галіндес не відчувала бажання займатися державними справами, ставши черницею в монастирі Айбар, де померла 972 року.

## Родина
Чоловік — Гарсія I, король Наварри.
Діти:
- Санчо (935—994), король у 970—994 роках
- Тода (д/н — після 979)